# Francisco Villa, Jiutepec
Francisco Villa är en ort i Mexiko.   Den ligger i kommunen Jiutepec och delstaten Morelos, i den sydöstra delen av landet, 60 km söder om huvudstaden Mexico City. Francisco Villa ligger 1 294 meter över havet och antalet invånare är 181.
Terrängen runt Francisco Villa är huvudsakligen kuperad, men åt sydväst är den platt. Terrängen runt Francisco Villa sluttar söderut. Runt Francisco Villa är det mycket tätbefolkat, med 3 134 invånare per kvadratkilometer. Närmaste större samhälle är Cuernavaca, 10,2 km nordväst om Francisco Villa. Omgivningarna runt Francisco Villa är en mosaik av jordbruksmark och naturlig växtlighet.